# Тіптон (Пенсільванія)
Тіптон (англ. Tipton) — переписна місцевість (CDP) в США, в окрузі Блер штату Пенсільванія. Населення — 826 осіб (2020).

## Географія
Тіптон розташований за координатами 40°38′9″ пн. ш. 78°18′0″ зх. д. / 40.63583° пн. ш. 78.30000° зх. д. (40.635840, -78.300107).  За даними Бюро перепису населення США в 2010 році переписна місцевість мала площу 4,72 км², уся площа — суходіл.

## Демографія
Згідно з переписом 2010 року, у переписній місцевості мешкали 1083 особи в 460 домогосподарствах у складі 331 родини. Густота населення становила 229 осіб/км².  Було 488 помешкань (103/км²).
Расовий склад населення:
| - 99,2 % — білих - 0,5 % — чорних або афроамериканців - 0,1 % — корінних американців - 0,1 % — азіатів |

До двох чи більше рас належало 0,2 %. Частка іспаномовних становила 0,4 % від усіх жителів.
За віковим діапазоном населення розподілялося таким чином: 19,2 % — особи молодші 18 років, 61,6 % — особи у віці 18—64 років, 19,2 % — особи у віці 65 років та старші. Медіана віку мешканця становила 46,3 року. На 100 осіб жіночої статі у переписній місцевості припадало 95,8 чоловіків;  на 100 жінок у віці від 18 років та старших — 96,2 чоловіків також старших 18 років.
Середній дохід на одне домашнє господарство  становив 67 895 доларів США (медіана — 65 993), а середній дохід на одну сім'ю — 68 214 долари (медіана — 64 655). 
Цивільне працевлаштоване населення становило 437 осіб. Основні галузі зайнятості: освіта, охорона здоров'я та соціальна допомога — 23,1 %, виробництво — 22,7 %, публічна адміністрація — 11,0 %, науковці, спеціалісти, менеджери — 10,8 %.